# امامزاده علی‌اکبر (شهرضا)
امامزاده علی‌اکبر (شهرضا)، روستایی از توابع بخش مرکزی شهرستان شهرضا در استان اصفهان ایران است.این روستا در مسیر جاده شهرضا- ورزنه قرار دارد.

## جمعیت
این روستا در دهستان دشت قرار دارد و براساس سرشماری مرکز آمار ایران در سال ۱۳۸۵، جمعیت آن ۶۵۵ نفر (۲۰۸خانوار) بوده‌است.